# Claire Krähenbühl
Pour les articles homonymes, voir Krähenbühl.
Claire Krähenbühl, née à Yverdon-les-Bains le 3 septembre 1942, est une poétesse, écrivaine et artiste vaudoise.

## Biographie
Claire Krähenbühl est née une heure avant sa sœur jumelle, l'écrivaine Denise Mützenberg. Pendant toute son enfance, elle dessine beaucoup et commence à écrire des poésies vers l'âge de 9 ans. De 1958 à 1961, elle fréquente l'École des Beaux-Arts de Lausanne. Ensuite, dans la même ville, elle prépare un diplôme d'infirmière au Centre hospitalier universitaire vaudois. Elle se marie en 1964 avec Jean-Pierre Krähenbühl, étudiant en médecine. Ils ont deux filles, Hélène et Laure. 
Claire Krähenbühl s'intéresse à différents domaines artistiques : le dessin, le collage, l'écriture, la poésie. En 1971, lors d'un séjour aux États-Unis, elle s'initie à la gravure à l'Art Student League. Elle se passionne aussi pour la littérature américaine. De retour en Suisse en 1975, elle s'installe à Vevey, reprend sa profession d'infirmière et donne naissance à d'innombrables poèmes et dessins à l'encre de Chine.
En 1982, une exposition à Lausanne lui est consacrée alors qu'est publié son premier recueil de poèmes intitulé Du Miroir la ronce.  
Quelques années plus tard, elle écrit deux autres recueils : Le désir hors la loi (1985) et Terre d'autre langue (1988). Dans ces œuvres, Claire Krähenbühl mêle l'écriture au dessin (eaux-fortes, collages, etc.) et poursuit un travail sur le texte comme texture en utilisant l'estampe comme point de départ. 
En 1993, la poétesse s'essaie à la prose avec des contes érotiques. Elle traduit également des poèmes de l'américain Wallace Stevens qui paraissent précédés d'une courte étude dans la revue Écriture. 
Pour son livre Le Piège du miroir ou le livre des jumelles (2002), Claire Krähenbühl travaille en collaboration avec sa sœur sur le thème des jumelles. Les deux auteures créent un livre écrit en miroir, un miroir éclaté, composé de fragments alternés qui se répondent, se contredisent, se repoussent et s'attirent comme des aimants.
Claire Krähenbühl a longtemps habité à Rivaz et vit aujourd'hui à La Sarraz.

## Publications
- Du Miroir la ronce, poèmes, Genève, Éditions Éliane Vernay, 1982
- Le Désir hors la loi, poèmes, Genève, Éditions Éliane Vernay, 1985
- Terre d'autre langue, poèmes, Genève, Éditions Éliane Vernay, 1988
- La Rebuse de l'épine noire, Vevey, Éditions de l'Aire, 1992, (Prix Louise Labé)
- Brisants, poèmes, Vevey, Éditions de l'Aire, 1993
- Le Divan bleu, contes, Vevey, Éditions de l'Aire, 1993
- Trouble, nouvelles, Vevey, Éditions de l'Aire, 1995
- Voix éparses, poèmes, Genève, Éditions Samizdat, 1995
- La Renouée, poèmes, Vevey, Éditions de l'Aire, 1997
- La langue et le politique : enquête auprès de quelques écrivains suisses de langue française, éd., conc. et préf. par Patrick Amstutz, postf. de Daniel Maggetti, Éditions de L'Aire, Vevey, 2001. p.57-61.
- Claire Krähenbühl - Denise Mützenberg, Le Piège du miroir ou le livre des jumelles, Vevey, Éditions de L'Aire, 2002 : réédition revue et corrigée sous le titre Le livre des jumelles ou le piège du miroir, Éditions de l'Aire, 2019
- Fugato, Claire Krähenbühl, Luiz-Manuel, Denise Mützenberg ; version italienne de Solvejg Albeverio Manzoni, Ketty Fusco et Carla Ragni ; version portugaise de Luiz-Manuel, Genève, Samizdat, 2003
- Les Chambres de jour, nouvelles, Vevey, Éditions de L'Aire, 2004
- La Table des liens, poèmes, Vevey, Éditions de l'Aire, 2006
- Une Guitare par exemple, nouvelles, Vevey, Éditions de l'Aire, 2010
- Comment c'était, poèmes, Genève, Le Miel de l'ours, 2010
- Histoires de Louise, Genève, Éditions Samizdat, 2011
- Ailleurs peut-être / Vielleicht anderswo, anthologie de poèmes 1991-2010 établie et traduite en allemand par Markus Hediger, Zurich, Wolfbach Verlag, 2013
- La Bague de Lumnie, poèmes, avec des dessins de Gisèle Poncet, Genève, Éditions Samizdat, 2015
- Entre deux passantes, poèmes, avec des dessins de Gisèle Poncet, Fribourg, Éditions Trait Noir, 2018
- Chemin des épingles, petites proses, avec des dessins de Gisèle Poncet, La Sarraz, Les Troglodytes, 2019

## Prix et distinctions
- 1992 : prix Louise-Labé pour La Rebuse de l'épine noire
- 2015 : prix des écrivains vaudois pour l'ensemble de son œuvre.